# الهاشمية (الأردن)
الهاشمية مدينة أردنية تقع في محافظة الزرقاء، تتبع إداريا للواء الهاشمية. أحد ألوية محافظة الزرقاء. يمر فيها نهر الزرقاء الذي يصب في نهر الأردن كما وتعتبر الهاشمية المنفذ الثاني للعاصمة عمان نحو محافظات الشمال (عجلون جرش اربد الرمثا) وتتمتع بموقع استراتيجي يضم العديد من كبرى الشركات الصناعية الأردنية مثل شركة مورجينتي لتوليد الطاقة الكهربائية ومحطة الحسين الحرارية والتي تعتبر المزود الأول للكهرباء في المملكة وشركة مصفاة البترول المزود الوحيد للبترول إلى جميع محافظات المملكـة. وتتميّز الهاشمية عن باقي المدن الأردنية بأنها حلقة الوصل لكبرى بين محافظة الزرقاء والعاصمة عمان والمفرق وإربد.

## التسمية
سميت (الهاشمية) بهذا الاسم نسبة إلى هاشم حيث أنه عندما زار الملك الحسين بن طلال المدينة طلب شيخ عشيرة الزيود من الملك أن يطلق عليها اسم الهاشمية . 

## الموقع والمساحة
يمتاز لواء الهاشمية بموقعه المكاني المميز حيث يبعد 10 كم تقريباً عن ثاني أكبر تجمع سكاني (كثافة سكانية) في المملكة وهي مدينة الزرقاء كما يحيط بها الكثير من القرى والتجمعات السكانية المتناثرة، وتعتبر الهاشمية ممر يربط محافظة العاصمة مع محافظات الشمال (أربد، جرش، الرمثا، عجلون) كما أنها تعتبر ممر دولي للحدود الشمالية للملكة (سوريا، لبنان، العراق)، ويوجد في لواء الهاشمية أراضي شاسعة ملك لخزينة المملكة والبلدية بحاجة لجزء من هذه الأراضي للعمل على التنمية المستدامة للمنطقة (أنشاء مشاريع استثمارية، توفير أراضي للمقابر، توفير حدائق ومتنزهات، بناء مباني عامة). وتبلغ مساحتها  142.42 كم2. 

## السكان
بلغ عدد سكانها 49455 نسمة وذلك وفقا لتعداد السكان لعام 2019. 

## النشاط الصناعي
تمتاز منطقة الهاشمية بوجود عدة منشئات اقتصادية مهمة (مصفاة البترول، محطة الحسين الحرارية، محطة تنقية المياه العادمة، شركة توليد الكهرباء، عدة مصانع حديد والكثير من المصانع مختلفة النشاط) تساهم في الجزء الأكبر من إجمالي  الدخل القومي للمملكة . يبلغ عدد المصانع العاملة في لواء الهاشمية (22) مصنع مختلفة النشاط، كما يوجد مؤسسات علمية ورياضية (الجامعة الهاشمية، مديرية الأمير محمد للشباب).

## النشاط الزراعي
يمتاز لواء الهاشمية بوجود أراضي زراعية وثروة نباتية وحيوانية. حيث يوجد في المنطقة مزارع أبقار ومزارع دجاج لاحم وبياض ومصانع ألبان ومصانع أعلاف.